# Laphria ithypyga
Laphria ithypyga là một loài ruồi trong họ Asilidae. Laphria ithypyga được McAtee miêu tả năm 1919.